# Phoenix Row
Phoenix Row – wieś w Anglii, w hrabstwie Durham. Leży 17 km na południowy zachód od miasta Durham i 366 km na północ od Londynu.